# Vår- och höstperioden
Vår- och höstperioden (春秋時代) är en period i Kinas historia som löper från 770 f.Kr. till 481 f.Kr. och utgör den första delen av Östra Zhoudynastin. Namnet kommer från krönikan Vår- och höstannalerna, som med sina kommentarer är den viktigaste källan för forskning om perioden.

## Alternativ tidsomfattning
Historiker har olika åsikter om vilken period som bör omfattas inom begreppet Vår- och höstperioden. Med traditionell definition räknades perioden från år 770 f.Kr då Kung Ping tillträdde vilket också var övergången till Östra Zhoudynastin. Vår- och höstannalerna täcker dock bara in tiden från tillträdandet av Hertig Yin av Lu, 722 f.Kr.)
Periodens slut räknas av en del historiker till upplösningen av riket Jin. Försvårande för denna definitionsmodellen är att upplösningen skedde i flera steg från 453 f.Kr, 403 f.Kr. till 376 f.Kr. En vanlig definition enligt andra historiker är att periodens slut sammanfaller med slutet av Vår- och höstannalerna, som sträcker sig till fjortonde regeringsåret för Kerig Ai av Lu, 479 f.Kr, alternativt till år 481 f.Kr.

## Hovets makt urholkas
Perioden började när Zhou-hovet under tryck från barbarstammar tvingades överge sin ursprungliga huvudstad nära nuvarande Xi'an och flytta till en ort nära nuvarande Luoyang. Händelsen kom att urholka vasallernas respekt för kungen, och de regionala furstarna blev med tiden allt mer självsvåldiga. Den förste som gick i öppen konflikt med kungen var hertig Zhuang av Zheng (en av feodalstaterna), som ansåg sig förorättad av att kungen inte gett honom ett ämbete som speglade att Zheng efter flytten blivit granne med huvudstaden och därmed kungens främsta beskyddare. Efter olika diplomatiska turer genomförde kungen en "straffexpedition" mot Zheng, som slutade i katastrof där kungen själv sårades. Efter denna händelse började hertigarna och markiserna på allvar att leva sina egna liv, med många blodiga krig sinsemellan, helt obekymrade av vad hovet tyckte om saken.

## De fem krigsherrarna
Kungen hade mandat att bland sina vasaller utse en krigsherre, "ba", som skulle vara den främste verkställaren av kungens vilja. Denna möjlighet kom att användas flitigt under Vår- och höstperioden eftersom kungen i praktiken saknade en egen armé. Tanken var att krigsherren på kungens uppdrag skulle kuva de stridande furstarna och få ett slut på inbördeskriget. Dock var det sällan kungen kunde utse den han själv tyckte bäst om; i praktiken var han tvungen att utse den militärt starkaste fursten till krigsherre, och uppdraget blev därför snarare ett pris som vasallerna tävlade om än ett ämbete med någon makt i sig självt.
Kinesiska källor talar traditionellt om fem krigsherrar, men det finns två olika uppfattningar om vilka fem som egentligen ska avses med begreppet. Totalt finns sju kandidater:
- Hertig Huan av Qi (reg. 685–643 f.Kr)
- Hertig Xiang av Song (reg. 650–637 f.Kr)
- Hertig Wen av Jin (reg. 636–628 f.Kr)
- Hertig Mu av Qin (reg. 659–621 f.Kr)
- Kung Zhuang av Chu (reg. 613–591 f.Kr)
- Kung Helü av Wu (reg. 514–496 f.Kr)
- Kung Goujian av Yue (reg. 496–465 f.Kr)

Namnen i fetstil inkluderas alltid. Däremot råder delade meningar om huruvida man ska betona de etniskt kinesiska staterna Song och Qin eller "barbarstaterna" Wu och Yue. De tidigaste representanterna för respektive skola är filosofen Xun Zi som förordar Wu och Yue och historikern Sima Qian som förordar Song och Qin. Senare generations historiker ansluter sig i stort sett till någon av dessa två ståndpunkter, om än ibland med lättare variationer.

## Tidiga vår- och höstperioden (771–685 f.Kr)
Efter att Zhouhuvudstaden Haojing plundrats av Markisen av Shen och Quanrongfolket tvingades Zhoudynastin flytta sitt hov österut till Wangcheng vid gula flodens dal där de var närmare sina huvudsakliga allierade i provinserna Jin och Zheng. Zhoudynastin var dock kraftigt försvagad och de tvingades förlita sig på sina vasaller för skydd. Zhourikets områden hade efter förlusten av västra Kina minskat kraftigt och de kunde inte längre försörja sin armé, rikets skydd blev därmed mer och mer beroende av vasallstaterna. 770 f.Kr. kröntes prins Yijiu till kung Ping av Zhou och under hans tid förlorade Zhoudynastin allt mer makt. Till slut var dynastin endast kejsare till namnet och riket bestod i sig av till stort sett självständiga stadsstater. Fler och fler riken gjorde sig inofficiellt självständiga från Zhoudynastin och de flesta av dem blev små stadsstater bestående av en stad med sitt närområde men de stater som låg i utkanten av riket med möjlighet att expandera utåt växte sig sakta mäktiga. Totalt skall Zhouriket ha förvandlats till 148 småriken varav 128 skulle komma att erövras av andra riken under vår- och höstperioden. Under perioden var Kina endast enat till namnet och ständiga maktkamper och intriger pågick.

### Zheng bryter med hovet
717 f.Kr. begav sig hertig Zhuang av Zheng till huvudstaden för en audiens med kung Huan. Under mötet kände Zhuang att han inte behandlades med den respekt han förtjänade som Zhoudynastins närmsta vasallstat och huvudsakliga beskyddare. Detta ledde till att en klyfta började uppstå mellan honom och kung Huan. 715 f.Kr. blev Zheng inblandade i en gränskonflikt med Lu gällande Xufälten. Fälten hade givits till Lu av kung Huan för att producera offergåvor för riterna vid Taiberget. Zhuang ansåg dock att Xu bara var ett landområde som egentligen borde tillhöra hans stat och konflikten ansågs av hovet som en grav kränkning av Zhoudynastins beslut och vilja.
Vid 707 f.Kr. hade relationerna mellan Zhengstaten och Zhoudynastin blivit så dåliga att kung Huan ledde en straffexpedition mot dem. Zhuang svarade med att plundra Zhous områden och i slaget vid Xuge besegrades Huans armé av Zhuang och Huan själv sårades under striden. Zhengstaten var den första vasallstaten som helt öppet trotsade kungamakten och slaget vid Xuge anses vara startskottet för de århundraden av krig som följde under Vår- och höstperioden. Zheng ansågs vara den mäktigaste staten i riket fram tills 701 f.Kr. när Zhuang av Zheng dog. Under 600-talet f.Kr. var situationen i riket kaotiskt och Zhoukungen började utse krigsherrar bland sina vasaller som skulle agera som kungens hand och rikets främsta beskyddare.

## De fem krigsherrarnas tid (685–591 f.Kr.)

### Qi (685–643)
Den förste krigsherren kom att bli hertig Huan av Qi. Huan hade tillsammans med sin statsminister Guan Zhong reformerat den redan innan mäktiga handelsstaten Qi och gjort den mer centraliserad. Staten bestod av 15 städer som i och med reformen kontrollerades av tre hertigar och sex ministrar (fem städer per hertig) och maktpositioner inom armén förenades med maktpositioner inom den civila sektorn. Reformen resulterade i att Qi kunde mobilisera sina resurser långt snabbare än de stater som var mer löst sammansatta. 
667 f.Kr. Hade Qi utvecklats till den mäktigaste militära och ekonomiska faktorn i Kina och hertig Huan samlade ledarna från Lu, Song, Chen, och Zheng som utsåg honom till deras ledare. Därefter gav kung Hui av Zhou honom titeln Ba (krigsherre) och Huan fick därmed den kungliga makten över Kinas militära aktioner. Med sloganen "zun wang rang yi" (Stöd kungen och fördriv barbarerna) började Haun genast sitt arbete. Hans första handling var att ingripa i en intern maktkamp i Lu. 664 f.Kr. skyddade han Yang från invaderande Rong-nomader. 660 och 659 f.Kr. skyddade han staterna Wei och Xing när de invaderades av Di-nomader från norr och han placerade sedan trupper i staterna för att skydda dem från vidare anfall. Huans sista krigståg var en kampanj mot staten Cai som erövrades. Därmed förhindrade Huan Chustatens expansion norrut.
643 f.Kr. avled Huan och fem av hans söner började genast strida inbördes om makten i staten. Detta försvagade Qi så mycket att titeln Ba togs ifrån dem och positionen som krigsherre skulle därefter vara tom i tio år. 

### Song (643–637 f.Kr)
I och med inbördeskriget i Qi beslutade sig hertig Xiang of Song för att försöka ta titeln som krigsherre, möjligen med syfte att återställa Shangdynastin till makten. Han höll ett fredsmöte med de andra mäktiga staterna liksom Huan gjort och började utföra en aggressiv utrikespolitik. Hertig Xiangs drömmar om att bli krigsherre nådde dock sitt slut när han, mot sina rådgivares vilja, anföll det mäktiga och långt större Chu. Songs armé besegrades av dem i slaget vid Hong 638 f.Kr. och Xiang själv avled året efter i sviterna av de skador han fått under slaget. Efter Xiangs död använde Songstaten sig av en mycket fredligare utrikespolitik som passade bättre för statens storlek.
Xiang utsågs aldrig officiellt till krigsherre av Kinas konung och han står därmed inte med på vissa listor över krigsherrarna.

### Jin (636–628 f.Kr.)
Hertig Wen av Jin fick makten i staten 636 f.Kr. och gynnades av de reformer som hans far Xian av Jin utfört. Xian hade centraliserat staten och avrättat de släktingar som skulle kunna hota Wen's plats på tronen. Han hade även erövrat 16 småstater som låg nära Jin samt delar av Rong- och Di-folkens land. Jin var därmed en väldigt mäktig och sammanhållen stat vid Wens tillträdande av tronen. 635 f.Kr. hjälpte Wen kung Xiang av Zhou i en maktkamp och han belönades för detta med strategiskt viktiga områden nära Chengzhou.
Wen vände sedan mot den mäktiga Chu som än en gång börjat expandera norrut och med en alliansarmé bestående av Qi, Qin, and Song besegrade han dem i slaget vid Chengpu (632 f.Kr.). För sin seger över den annalkande Chuarmén utsåg kung Xiang Wen till stridsherre. Wen avled 628 f.Kr. och hans död resulterade i konflikter mellan de kinesiska vasallstaterna. Småstaterna som utgjorde en buffert mellan Jin och Chu förvandlades till konstanta slagfält och Qi och Qin började även de anfalla Jin och dess allierade.

### Qin (628–621 f.Kr.)
Hertig Mu av Qin hade blivit härskare i Qin 659 f.Kr. och hade sedan bildat en allians med Jin genom att gifta bort sin dotter till Wen av Qin. 624 f.Kr. hade han erövrat Rong-folket och med dess krigare i sin armé var han nu den mäktigaste hertigen i Kina. Han utförde sedan flera kampanjer mot sina tidigare allierade Jin men utsågs aldrig till krigsherre vare sig av de andra staterna eller av Zhou-kungen. Därmed är han inte alltid med i listorna över krigsherrar från vår- och höstperioden. 

### Chu (613–591 f.Kr.)
613 f.Kr. hade Chu expanderat norr om Yangtzefloden och de hotade nu Henanområdet och den kungliga huvudstaden Luoyang. Zhuang av Chu skall vid ett tillfälle till och med ha skickat ett sändebud till staden som frågade hur tunga "de nio tripodkittlarna" var vilket tydde på att han snart tänkte inta staden och flytta dem till Chus huvudstad. Detta skedde dock aldrig då Chuarmén istället inriktade sig på staten Zheng. Jin gav sig in i kriget på Zhengs sida för att hjälpa dem men de besegrades vilket gjorde Chu till den absolut mäktigaste staten i Kina. Zhuang av Chu utnämnde sig själv till konung men detta accepterades aldrig av de andra Zhoustaterna. Istället fortsatte de kalla Zhuang för visehertigen av Chu vilket var den näst lägsta rangen i den kinesiska adeln. Trots sin makt och det faktum att han nu härskade över hela södra Kina utnämndes Zhuang aldrig till krigsherre. Senare kinesiska historiker kom dock att kalla honom för det.

## Den sena vår- och höstperioden

### De sex statsmännen (588 f.Kr.)
Samtidigt som de mellanstatliga konflikterna pågick rådde även konstanta maktkamper inom de kinesiska staterna mellan statsministrar och adelsfamiljer. Vid början av 500-talet f.Kr. hade hertigarna av Lu, Jin, Zheng, Wey och Qi förvandlats till galjonsfigurer för staternas mäktiga adelsfamiljer. I Jin delades armén upp i sex självstående delar som var och en styrdes av en adelsfamilj. Familjerna var Zhao, Wei, Han, Fan, Zhi och Zhongxing och deras familjeöverhuvuden bar samtliga titeln vicegreve och de tog sedan makten över varsitt av Zhoudynastins sex regeringsavdelningar. Detta resulterade i vad som av historiker kom att kallas de sex statsmännens tid. Zhoukina var därmed inofficiellt styrt av Jin.

### Wu-folket reser sig (584 f.Kr.)
Wu var enligt Zhou-Kina en "barbarstat" som låg i nuvarande Jiangsu och dess invånare var kända för sin kortklippta frisyr och sin tatueringar. Wu-folket hade under vår- och höstperioden hållit sig borta från stridigheterna i centrala Kina men 584 f.Kr. anföll och erövrade de den lilla gränsstaten Tan. Detta skapade stor oro hos de nu kraftigt försvagade Zhoustaterna och Jin skickade sändebud till Wu's kung Shoumeng. Jin lovade att förse Wu med modern militär teknologi och träning i utbyte mot att Wu-folket istället inriktade sig mot Chu som de angränsade till. Kung Shoumeng gick med på detta och under de följande åren plågades Chu av ständiga Wu-räder.

### Försök att skapa fred (579 f.Kr.)
Vid 579 f.Kr. hade de konstanta krigen totalt utmattat de kinesiska staterna och Qi, Qin, Jin och Chu gick till slut med på att mötas och diskutera ett stillestånd. Ett avtal om att upphöra med kampanjerna gjordes och de fyra staterna gick med på att avväpna sina arméer. Freden blev dock inte långvarig. Det var nu uppenbart att titeln krigsherre var utdaterad och saknade egentlig betydelse, de fyra storstaterna hade nu sina egna influenssfärer och det ursprungliga målet att beskydda Zhoudynastin ansågs långt mindre viktig än att kontrollera de områden som nyligen erövrats av staterna.
I övrigt svor adeln nu sin trohet till de stater de tillhörde och inte till Zhoukungen. När hertig Dao av Jin blev utnämnd till krigsherre 572 f.Kr. var det därmed få som brydde sig om den titeln.

### Wu (506–496 f.Kr.)
506 f.Kr. blev Helü kung av Wu. Med hjälp av generalen Wu Zixu och Sun Zi inledde han nästan genast en offensiv mot Chu och Wu segrade i fem strider, en av dem var slaget vid Boju vilket resulterade i att Chu's huvudstad Ying erövrades. Desperata av sina förluster bad Chu Qin om hjälp och Qins trupper gick in i Chu för att stoppa Wuarméns framfart. De enade Qin och Chu arméerna besegrade Wu och kung Helü's yngre bror Fugai ledde därefter ett uppror mot honom för att själv ta tronen. Helü tvingades därmed återvända till Wu där han besegrade sin bror. Fugai flydde till Chu och bosatte sig där och 496 f.Kr. anföll Helü Yue men han stupade under kampanjen. Vissa historiska skrifter menar att han var en av "krigsherrarna".
Helü efterträddes av sin son Fuchai som återupptog kriget mot Yue vilka han nästan krossade helt. Kung Goujian av Yue togs tillfånga och Fuchai invaderade sedan Qi som han besegrade. Därmed sträckte sig Wus områden nu in i centrala Kina.

### Yue (496–465 f.Kr.)
482 f.Kr. bjöd Fuchai av Wu ledarna för de andra staterna till ett möte där de skulle erkänna honom som Kinas krigsherre. När han var borta tog dock Yue chansen och erövrade Wus huvudstad. Fuchai skyndade sig tillbaka till sitt rike för att återta huvudstaden men han stupade under belägringen. Yue fokuserade sedan på de svagare staterna som låg runt Yue och Wu och dessa erövrades. De bildade en allians med Chu och 473 f.Kr. hade Wu helt erövrats av Yue. Yue gjorde inga försök att anfalla de andra mäktiga staterna i norr och fokuserade istället på sitt eget område.

### Slutet på Vår- och höstperioden
Från 497 till 453 rådde ett blodigt inbördeskrig i Jin mellan de olika adelsfamiljerna vilket resulterade i att de flesta adelsätterna utrotades. 453 f.Kr. beslutade sig de kvarvarande adelsfamiljerna för att dela upp riket i tre nya stater, dessa var Han, Wei, och Zhao. I och med Jins splittring anses vår- och höstperioden ha nått sitt slut. Zhoudynastin hade fortfarande nominellt makten i Kina men riket var nu till stor del uppdelat i fem mäktiga stater. Av de tidigare 148 stater som bildats i början av vår- och höstperioden återstod nu endast 20 varav 15 var små och svaga. Perioden övergick istället till "De stridande staternas period".

## Politisk geografi
Centrum i den dåvarande kinesiska världen var det som idag är provinsen Henan, där huvudstaden Luoyang låg. Detta område var uppstyckat i ett stort antal småstater, som kollektivt kallades "Mittens riken" (Zhong Guo), ett begrepp som långt senare skulle komma att bli namn på hela Kina. Eftersom kinesisk grammatik inte skiljer på singular- och pluralformer kan begreppet tolkas som "Mittens riken" eller "Mittens rike" beroende på sammanhang.
Utanför Mittens riken fanns österut staten Qi i nuvarande Shandong, norrut staten Jin i nuvarande Shanxi, västerut staten Qin i nuvarande Shaanxi och söderut staten Chu i nuvarande Hubei. Eftersom dessa låg i rikets utkanter kunde de fritt expandera genom att underkuva olika icke-kinesiska barbarfolk, medan Mittens riken låg inklämda bland enbart kinesiska grannar. Så kom det sig att de fyra randstaterna blev mångfaldigt större och mäktigare än Mittens riken, trots att de senare ofta hade finare titlar i kraft av sin geografiska närhet till huvudstaden.

## Adel
Den senare så berömda titeln "kejsare" (huang di) användes inte under Zhoudynastin, utan Kinas högste ledare titulerades på den här tiden "kung" (wang).
Kungens vasaller delades in i fem klasser: hertig (gong), markis (hou), greve (bo), vicegreve (zi) och baron (nan).
Klassificeringen berodde mer på släktskap med kungahuset än på reell makt, vilket ledde till motsägelsefulla situationer som att "hertigdömet" Lu var en relativt irrelevant småstat medan "vicegrevskapet" Chu var en av de fyra mäktigaste staterna. Diskrepansen mellan titlar och verkligt inflytande ledde till att Chu, Wu och Yue, som hade låga titlar på grund av sitt icke-kinesiska ursprung, utropade egna kungadömen och därmed i praktiken förklarade sig självständiga från Zhoudynastin. Detta erkändes inte av hovet, som i officiella dokument (som Vår- och höstkrönikan) envist fortsätter att kalla kungen av Chu för "vicegreve" även när denna erövrat nästan halva Kina.
Från början var de flesta vasallerna direkt underställda kungen, men senare under perioden hände det att vissa stater inom sig fick delstater med egna furstar av lägre rang än huvudfursten. Exempelvis fanns inom hertigdömet Lu de tre vicegrevskapen Meng, Shu och Ji.

## Kultur
Den politiska anarkin visade sig vara gynnsam för intellektuell verksamhet, eftersom varken kungen eller någon annan kunde upprätthålla en rikstäckande censur eller statsideologi. Kina fick därför en i praktiken ganska stor yttrandefrihet, där tänkare och filosofer kunde resa mellan olika stater och fritt söka efter välvilliga härskare som ville anlita dem som konsulter. 
De två viktigaste filosoferna från perioden var Kong Zi (Konfucius) och Lao Zi, grundare av konfucianismen respektive daoismen. Ett annat stort namn är militärteoretikern Sun Zi, som enligt traditionen skrev den internationellt populära Krigskonsten.